# Danh sách cầu thủ tham dự giải vô địch bóng đá U-20 Nam Mỹ 2015
Giải vô địch bóng đá trẻ Nam Mỹ 2015 là một giải thi đấu bóng đá quốc tế tổ chức ở Uruguay. 10 đội tham gia phải đăng ký đội hình 23 cầu thủ; chỉ có các cầu thủ trong đội hình mới được tham gia giải đấu.
Các cầu thủ phải sinh sau ngày 1 tháng 1 năm 1995.

## Argentina
Huấn luyện viên: Humberto Grondona 
| 0#0 | Vị trí | Cầu thủ             | Ngày sinh và tuổi           | Câu lạc bộ        |
| --- | ------ | ------------------- | --------------------------- | ----------------- |
| 1   | TM     | Augusto Batalla     | 30 tháng 4, 1996 (18 tuổi)  | River Plate       |
| 2   | HV     | Emanuel Mammana     | 10 tháng 2, 1996 (18 tuổi)  | River Plate       |
| 3   | HV     | Facundo Cardozo     | 6 tháng 4, 1995 (19 tuổi)   | Vélez Sarsfield   |
| 4   | TV     | Nicolás Tripichio   | 5 tháng 1, 1996 (18 tuổi)   | Vélez Sarsfield   |
| 5   | TV     | Lucas Bareiro       | 8 tháng 3, 1995 (19 tuổi)   | Racing            |
| 6   | HV     | Leandro Vega        | 27 tháng 5, 1996 (18 tuổi)  | River Plate       |
| 7   | TĐ     | Cristian Espinoza   | 3 tháng 4, 1995 (19 tuổi)   | Huracán           |
| 8   | TV     | Leonardo Rolón      | 19 tháng 1, 1995 (19 tuổi)  | Vélez Sarsfield   |
| 9   | TĐ     | Giovanni Simeone    | 5 tháng 7, 1995 (19 tuổi)   | River Plate       |
| 10  | TV     | Tomás Martínez      | 7 tháng 3, 1995 (19 tuổi)   | River Plate       |
| 11  | TĐ     | Ángel Correa        | 9 tháng 3, 1995 (19 tuổi)   | Atlético Madrid   |
| 12  | TM     | José Devecchi       | 1 tháng 9, 1995 (19 tuổi)   | San Lorenzo       |
| 13  | TM     | Agustín Rossi       | 21 tháng 8, 1995 (19 tuổi)  | Chacarita Juniors |
| 14  | TV     | Lucio Compagnucci   | 23 tháng 2, 1996 (18 tuổi)  | Vélez Sarsfield   |
| 15  | HV     | Tiago Casasola      | 11 tháng 8, 1995 (19 tuổi)  | Fulham            |
| 16  | TV     | Leonardo Suárez     | 30 tháng 3, 1996 (18 tuổi)  | Villarreal B      |
| 17  | TV     | Joaquín Ibáñez      | 5 tháng 9, 1996 (18 tuổi)   | Lanús             |
| 18  | TV     | Iván Leszczuk       | 20 tháng 2, 1996 (18 tuổi)  | Boca Juniors      |
| 19  | TĐ     | Rodrigo Contreras   | 27 tháng 10, 1995 (19 tuổi) | San Lorenzo       |
| 20  | HV     | Facundo Monteseirín | 12 tháng 3, 1995 (19 tuổi)  | Lanús             |
| 21  | HV     | Rodrigo Moreira     | 15 tháng 7, 1996 (18 tuổi)  | Independiente     |
| 22  | TĐ     | Sebastián Driussi   | 9 tháng 2, 1996 (18 tuổi)   | River Plate       |
| 23  | TĐ     | Maxi Rolón          | 19 tháng 1, 1995 (19 tuổi)  | Barcelona B       |

## Bolivia
Huấn luyện viên: Claudio Chacior 
| 0#0 | Vị trí | Cầu thủ             | Ngày sinh và tuổi           | Câu lạc bộ             |
| --- | ------ | ------------------- | --------------------------- | ---------------------- |
| 1   | TM     | Javier Rojas        | 14 tháng 1, 1996 (18 tuổi)  | Bolívar                |
| 2   | HV     | Óscar Baldomar      | 16 tháng 2, 1996 (18 tuổi)  | Bolívar                |
| 3   | HV     | Jordy Candia        | 20 tháng 4, 1996 (18 tuổi)  | Callejas               |
| 4   | HV     | Jesús Carlos Flores | 10 tháng 4, 1996 (18 tuổi)  | Petrolero              |
| 5   | HV     | Pablo Pedraza       | 10 tháng 3, 1995 (19 tuổi)  | Blooming               |
| 6   | HV     | Joel Bejarano       | 21 tháng 3, 1996 (18 tuổi)  | Blooming               |
| 7   | HV     | Carlos Áñez         | 6 tháng 7, 1995 (19 tuổi)   | Oriente Petrolero      |
| 8   | TV     | Erwin Saavedra      | 22 tháng 2, 1996 (18 tuổi)  | Bolívar                |
| 9   | TĐ     | Denis Pinto         | 25 tháng 9, 1995 (19 tuổi)  | Blooming               |
| 10  | TV     | Erick Iragua        | 30 tháng 11, 1995 (19 tuổi) | Bolívar                |
| 11  | TĐ     | Rodrigo Mejido      | 6 tháng 5, 1995 (19 tuổi)   | Universitario de Pando |
| 12  | TM     | Braulio Uraezaña    | 26 tháng 3, 1995 (19 tuổi)  | Blooming               |
| 13  | HV     | Jefferson Virreira  | 19 tháng 1, 1997 (17 tuổi)  | Callejas               |
| 14  | TV     | Paul Arano          | 23 tháng 2, 1995 (19 tuổi)  | Blooming               |
| 15  | TV     | Kevin Alcántara     | 10 tháng 5, 1996 (18 tuổi)  | Bolívar                |
| 16  | TV     | Miguel Paredes      | 1 tháng 6, 1998 (16 tuổi)   | Universitario de Pando |
| 17  | TV     | Carmelo Algañaraz   | 27 tháng 1, 1996 (18 tuổi)  | Oriente Petrolero      |
| 18  | TĐ     | Alberto Pinto       | 25 tháng 8, 1995 (19 tuổi)  | Real Santa Cruz        |
| 19  | TĐ     | Alexis Carrasco     | 11 tháng 2, 1995 (19 tuổi)  | Blooming               |
| 20  | TV     | Limberg Gutiérrez   | 12 tháng 6, 1998 (16 tuổi)  | San Martín             |
| 21  | TV     | Leonardo Vaca       | 24 tháng 11, 1995 (19 tuổi) | Blooming               |
| 22  | TV     | Mauricio Baldivieso | 22 tháng 7, 1996 (18 tuổi)  | Jorge Wilstermann      |
| 23  | TM     | Pedro Galindo       | 13 tháng 4, 1995 (19 tuổi)  | Guabirá                |

## Brasil
Huấn luyện viên: Alexandre Gallo 
| 0#0 | Vị trí | Cầu thủ           | Ngày sinh và tuổi           | Câu lạc bộ          |
| --- | ------ | ----------------- | --------------------------- | ------------------- |
| 1   | TM     | Marcos            | 13 tháng 4, 1996 (18 tuổi)  | Fluminense          |
| 2   | HV     | João Pedro        | 15 tháng 11, 1996 (18 tuổi) | Palmeiras           |
| 3   | HV     | Eduardo           | 13 tháng 2, 1996 (18 tuổi)  | Internacional       |
| 4   | HV     | Marlon Santos     | 7 tháng 9, 1995 (19 tuổi)   | Fluminense          |
| 5   | TV     | Walace            | 4 tháng 4, 1995 (19 tuổi)   | Grêmio              |
| 6   | HV     | Caju              | 17 tháng 7, 1995 (19 tuổi)  | Santos              |
| 7   | TĐ     | Gabriel Barbosa   | 30 tháng 8, 1996 (18 tuổi)  | Santos              |
| 8   | TV     | Lucas Evangelista | 6 tháng 2, 1995 (19 tuổi)   | Udinese             |
| 9   | TĐ     | Thalles           | 18 tháng 5, 1995 (19 tuổi)  | Vasco da Gama       |
| 10  | TV     | Nathan            | 13 tháng 3, 1996 (18 tuổi)  | Atlético Paranaense |
| 11  | TĐ     | Marcos Guilherme  | 5 tháng 8, 1995 (19 tuổi)   | Atlético Paranaense |
| 12  | TM     | Georgemy          | 15 tháng 8, 1995 (19 tuổi)  | Cruzeiro            |
| 13  | HV     | Auro              | 23 tháng 1, 1996 (18 tuổi)  | São Paulo           |
| 14  | HV     | Nathan Cardoso    | 13 tháng 5, 1995 (19 tuổi)  | Palmeiras           |
| 15  | HV     | Léo Pereira       | 31 tháng 1, 1996 (18 tuổi)  | Atlético Paranaense |
| 16  | HV     | Lorran            | 28 tháng 1, 1996 (18 tuổi)  | Vasco da Gama       |
| 17  | TV     | Thiago Maia       | 22 tháng 3, 1997 (17 tuổi)  | Santos              |
| 18  | TV     | Eduardo Henrique  | 17 tháng 5, 1995 (19 tuổi)  | Atlético Mineiro    |
| 19  | TĐ     | Kenedy            | 8 tháng 2, 1996 (18 tuổi)   | Fluminense          |
| 20  | TĐ     | Malcom            | 26 tháng 2, 1997 (17 tuổi)  | Corinthians         |
| 21  | TV     | Gerson            | 20 tháng 7, 1997 (17 tuổi)  | Fluminense          |
| 22  | TM     | Lucas Perri       | 10 tháng 12, 1997 (17 tuổi) | São Paulo           |
| 23  | TĐ     | Yuri Mamute       | 7 tháng 5, 1995 (19 tuổi)   | Botafogo            |

## Chile
Huấn luyện viên: Hugo Tocalli 
| 0#0 | Vị trí | Cầu thủ             | Ngày sinh và tuổi           | Câu lạc bộ           |
| --- | ------ | ------------------- | --------------------------- | -------------------- |
| 1   | TM     | Miguel Angel Vargas | 15 tháng 6, 1996 (18 tuổi)  | Universidad Católica |
| 2   | HV     | Brayan Véjar        | 14 tháng 7, 1995 (19 tuổi)  | Huachipato           |
| 3   | HV     | Sebastián Vegas     | 4 tháng 12, 1996 (18 tuổi)  | Audax Italiano       |
| 4   | HV     | Brian Torrealba     | 14 tháng 7, 1997 (17 tuổi)  | O'Higgins            |
| 5   | HV     | Bernardo Cerezo     | 21 tháng 1, 1995 (19 tuổi)  | Universidad de Chile |
| 6   | TV     | Pablo Galdames      | 30 tháng 12, 1996 (18 tuổi) | Unión Española       |
| 7   | TV     | Luciano Cabral      | 26 tháng 4, 1995 (19 tuổi)  | Argentinos Juniors   |
| 8   | HV     | Camilo Rodríguez    | 4 tháng 3, 1995 (19 tuổi)   | Colo-Colo            |
| 9   | TĐ     | Ignacio Jeraldino   | 6 tháng 12, 1995 (19 tuổi)  | Parma Primavera      |
| 10  | TV     | Diego Rojas         | 15 tháng 2, 1995 (19 tuổi)  | Universidad Católica |
| 11  | HV     | Luis Pavez          | 17 tháng 9, 1995 (19 tuổi)  | Colo-Colo            |
| 12  | TM     | Brayan Cortés       | 11 tháng 3, 1995 (19 tuổi)  | Deportes Iquique     |
| 13  | HV     | Raúl Osorio         | 29 tháng 6, 1995 (19 tuổi)  | O'Higgins            |
| 14  | TV     | Marcos Bolados      | 28 tháng 2, 1996 (18 tuổi)  | Deportes Antofagasta |
| 15  | TV     | Cristián Cuevas     | 2 tháng 4, 1995 (19 tuổi)   | Universidad de Chile |
| 16  | TV     | Juan Fuentes        | 21 tháng 3, 1995 (19 tuổi)  | O'Higgins            |
| 17  | TĐ     | Matías Ramírez      | 5 tháng 2, 1996 (18 tuổi)   | Granada B            |
| 18  | TĐ     | Iván Pardo          | 10 tháng 11, 1995 (19 tuổi) | O'Higgins            |
| 19  | TV     | Sebastián Díaz      | 23 tháng 2, 1996 (18 tuổi)  | Deportes Temuco      |
| 20  | HV     | Rodrigo Echeverría  | 1 tháng 4, 1995 (19 tuổi)   | Universidad de Chile |
| 21  | TV     | Bryan Carvallo      | 15 tháng 9, 1996 (18 tuổi)  | Colo-Colo            |
| 22  | TM     | Nelson Espinoza     | 22 tháng 9, 1995 (19 tuổi)  | Universidad de Chile |
| 23  | TĐ     | José Luis Sierra    | 24 tháng 6, 1997 (17 tuổi)  | Unión Española       |

## Colombia
Huấn luyện viên: Carlos Restrepo 
| 0#0 | Vị trí | Cầu thủ                 | Ngày sinh và tuổi          | Câu lạc bộ             |
| --- | ------ | ----------------------- | -------------------------- | ---------------------- |
| 1   | TM     | Álvaro David Montero    | 29 tháng 3, 1995 (19 tuổi) | São Caetano            |
| 2   | HV     | Aldayr Hernández        | 4 tháng 8, 1995 (19 tuổi)  | Bogotá                 |
| 3   | HV     | Jeison Angulo           | 27 tháng 6, 1996 (18 tuổi) | Deportivo Cali         |
| 4   | HV     | Daniel Londoño          | 1 tháng 1, 1995 (20 tuổi)  | Envigado               |
| 5   | HV     | Juan Sebastián Quintero | 23 tháng 3, 1995 (19 tuổi) | Deportivo Cali         |
| 6   | TV     | Andrés Tello            | 6 tháng 9, 1996 (18 tuổi)  | Juventus               |
| 7   | TV     | Deinner Quiñones        | 16 tháng 8, 1995 (19 tuổi) | Deportes Quindío       |
| 8   | TV     | Alexis Zapata           | 10 tháng 5, 1995 (19 tuổi) | Udinese                |
| 9   | TV     | Joao Rodríguez          | 19 tháng 5, 1996 (18 tuổi) | Bastia                 |
| 10  | TV     | Brayan Rovira           | 2 tháng 12, 1996 (18 tuổi) | Atlético Nacional      |
| 11  | TĐ     | Jeison Lucumí           | 8 tháng 4, 1995 (19 tuổi)  | América                |
| 12  | TM     | Luis Vásquez            | 1 tháng 3, 1996 (18 tuổi)  | Independiente Medellín |
| 13  | HV     | Davinson Sánchez        | 12 tháng 6, 1996 (18 tuổi) | Atlético Nacional      |
| 14  | HV     | Nilson Castrillón       | 28 tháng 1, 1996 (18 tuổi) | Deportivo Cali         |
| 15  | TV     | Luis Angel Díaz         | 11 tháng 1, 1995 (19 tuổi) | Bogotá                 |
| 16  | TV     | Jarlan Barrera          | 16 tháng 9, 1995 (19 tuổi) | Atlético Junior        |
| 17  | TV     | Juan Ferney Otero       | 26 tháng 5, 1995 (19 tuổi) | Fortaleza              |
| 18  | TĐ     | Mauro Manotas           | 15 tháng 7, 1995 (19 tuổi) | Uniautónoma            |
| 19  | TĐ     | Alfredo Morelos         | 21 tháng 6, 1996 (18 tuổi) | Independiente Medellín |
| 20  | TĐ     | Rafael Santos Borré     | 15 tháng 9, 1995 (19 tuổi) | Deportivo Cali         |
| 21  | HV     | Luis Manuel Orejuela    | 20 tháng 8, 1995 (19 tuổi) | Deportivo Cali         |
| 22  | TM     | Yasser Chávez           | 5 tháng 3, 1995 (19 tuổi)  | Bogotá                 |
| 23  | HV     | Eduar Caicedo           | 23 tháng 4, 1995 (19 tuổi) | Deportivo Cali         |

## Ecuador
Huấn luyện viên: Sixto Vizuete 
| 0#0 | Vị trí | Cầu thủ                 | Ngày sinh và tuổi           | Câu lạc bộ              |
| --- | ------ | ----------------------- | --------------------------- | ----------------------- |
| 1   | TM     | Édisson Recalde         | 16 tháng 1, 1996 (18 tuổi)  | Imbabura                |
| 2   | HV     | Gabriel Corozo          | 5 tháng 1, 1995 (19 tuổi)   | Granada B               |
| 3   | HV     | Ronny Santos            | 4 tháng 7, 1995 (19 tuổi)   | Manta                   |
| 4   | HV     | Darwin Suárez           | 17 tháng 1, 1995 (19 tuổi)  | Pachuca                 |
| 5   | TV     | Jefferson Intriago      | 4 tháng 6, 1996 (18 tuổi)   | LDU Quito               |
| 6   | HV     | Aníbal Chalá            | 9 tháng 5, 1996 (18 tuổi)   | El Nacional             |
| 7   | TĐ     | David Vélez             | 21 tháng 4, 1995 (19 tuổi)  | Vélez Sarsfield         |
| 8   | TV     | José Francisco Cevallos | 18 tháng 1, 1995 (19 tuổi)  | LDU Quito               |
| 9   | TĐ     | Miguel Parrales         | 26 tháng 12, 1995 (19 tuổi) | El Nacional             |
| 10  | TĐ     | Gabriel Cortez          | 10 tháng 10, 1995 (19 tuổi) | Independiente del Valle |
| 11  | TV     | Kevin Mercado           | 28 tháng 1, 1995 (19 tuổi)  | Granada B               |
| 12  | TM     | Xavier Cevallos         | 22 tháng 6, 1996 (18 tuổi)  | Emelec                  |
| 13  | TĐ     | Gregoris Ortiz          | 10 tháng 12, 1995 (19 tuổi) | LDU Loja                |
| 14  | HV     | Édison Realpe           | 13 tháng 4, 1996 (18 tuổi)  | River Plate             |
| 15  | HV     | Jerry León              | 22 tháng 4, 1995 (19 tuổi)  | Deportivo Cuenca        |
| 16  | HV     | Fabiano Tello           | 28 tháng 10, 1998 (16 tuổi) | Independiente del Valle |
| 17  | TV     | Jhegson Méndez          | 26 tháng 4, 1997 (17 tuổi)  | Independiente del Valle |
| 18  | TV     | Boris Quiroz            | 18 tháng 4, 1995 (19 tuổi)  | Deportivo Quevedo       |
| 19  | TV     | Ronaldo Johnson         | 15 tháng 4, 1995 (19 tuổi)  | Deportivo Cuenca        |
| 20  | TV     | Robert Burbano          | 10 tháng 4, 1995 (19 tuổi)  | Emelec                  |
| 21  | TĐ     | Jonathan Betancourt     | 14 tháng 2, 1995 (19 tuổi)  | Gondomar                |
| 22  | TM     | Gonzalo Valle           | 28 tháng 2, 1996 (18 tuổi)  | River Plate             |
| 23  | HV     | Luis Cangá              | 15 tháng 6, 1995 (19 tuổi)  | LDU Quito               |

## Paraguay
Huấn luyện viên: Víctor Genes 
| 0#0 | Vị trí | Cầu thủ          | Ngày sinh và tuổi           | Câu lạc bộ        |
| --- | ------ | ---------------- | --------------------------- | ----------------- |
| 1   | TM     | Tomás Echagüe    | 18 tháng 9, 1996 (18 tuổi)  | Sportivo Luqueño  |
| 2   | HV     | Juan Escobar     | 3 tháng 7, 1995 (19 tuổi)   | Sportivo Luqueño  |
| 3   | HV     | Iván Cañete      | 22 tháng 4, 1995 (19 tuổi)  | Atlético Madrid C |
| 4   | HV     | Ariel Benítez    | 15 tháng 9, 1997 (17 tuổi)  | Guaraní           |
| 5   | HV     | Saúl Salcedo     | 29 tháng 8, 1997 (17 tuổi)  | Olimpia           |
| 6   | TV     | Ángel Benítez    | 27 tháng 1, 1996 (18 tuổi)  | Libertad          |
| 7   | TV     | Danilo Santacruz | 12 tháng 6, 1995 (19 tuổi)  | Libertad          |
| 8   | TV     | Gustavo Viera    | 28 tháng 8, 1995 (19 tuổi)  | Corinthians       |
| 9   | TĐ     | Luis Amarilla    | 25 tháng 8, 1995 (19 tuổi)  | Libertad          |
| 10  | TĐ     | Antonio Sanabria | 4 tháng 4, 1996 (18 tuổi)   | Roma              |
| 11  | TĐ     | Sergio Díaz      | 5 tháng 3, 1998 (16 tuổi)   | Cerro Porteño     |
| 12  | TM     | José Colmán      | 4 tháng 6, 1996 (18 tuổi)   | 3 de Febrero      |
| 13  | HV     | Omar Alderete    | 26 tháng 12, 1996 (18 tuổi) | Cerro Porteño     |
| 14  | HV     | José Sanabria    | 25 tháng 3, 1996 (18 tuổi)  | Libertad          |
| 15  | HV     | Marcos González  | 15 tháng 7, 1995 (19 tuổi)  | Olimpia           |
| 16  | TV     | Ariel Guachire   | 5 tháng 5, 1995 (19 tuổi)   | Libertad          |
| 17  | TV     | Jesús Medina     | 30 tháng 4, 1997 (17 tuổi)  | Libertad          |
| 18  | TV     | Enrique Araújo   | 3 tháng 10, 1995 (19 tuổi)  | Nacional          |
| 19  | TĐ     | Walter González  | 21 tháng 5, 1995 (19 tuổi)  | Olimpia           |
| 20  | TV     | Jeremías Bogado  | 4 tháng 7, 1995 (19 tuổi)   | Olimpia           |
| 21  | TV     | Walter Araújo    | 5 tháng 9, 1995 (19 tuổi)   | Sol de América    |
| 22  | TM     | Miguel Mereles   | 6 tháng 4, 1996 (18 tuổi)   | Libertad          |
| 23  | TĐ     | Brahian Ayala    | 29 tháng 6, 1995 (19 tuổi)  | Rubio Ñu          |

## Peru
Huấn luyện viên: Víctor Rivera 
| 0#0 | Vị trí | Cầu thủ                | Ngày sinh và tuổi           | Câu lạc bộ                |
| --- | ------ | ---------------------- | --------------------------- | ------------------------- |
| 1   | TM     | Carlos Grados          | 15 tháng 5, 1995 (19 tuổi)  | Sporting Cristal          |
| 2   | HV     | Luis Abram             | 27 tháng 2, 1996 (18 tuổi)  | Sporting Cristal          |
| 3   | HV     | Brian Bernaola         | 17 tháng 1, 1995 (19 tuổi)  | Sporting Cristal          |
| 4   | HV     | Aldair Ramos           | 12 tháng 8, 1995 (19 tuổi)  | Alianza Lima              |
| 5   | HV     | Francisco Duclós       | 29 tháng 1, 1996 (18 tuổi)  | Celta Vigo B              |
| 6   | HV     | Alexis Cossio          | 11 tháng 2, 1995 (19 tuổi)  | Sporting Cristal          |
| 7   | HV     | Fernando Canales       | 13 tháng 4, 1995 (19 tuổi)  | Alianza Lima              |
| 8   | TV     | Renzo Garcés           | 12 tháng 6, 1996 (18 tuổi)  | Universidad San Martín    |
| 9   | TĐ     | Alexander Succar       | 12 tháng 8, 1995 (19 tuổi)  | Sporting Cristal          |
| 10  | TV     | Sergio Peña            | 28 tháng 9, 1995 (19 tuổi)  | Granada B                 |
| 11  | TĐ     | Aurelio Gonzales-Vigil | 1 tháng 3, 1996 (18 tuổi)   | Melgar                    |
| 12  | TM     | Daniel Prieto          | 19 tháng 9, 1995 (19 tuổi)  | Alianza Lima              |
| 13  | HV     | Diego Zurek            | 25 tháng 5, 1996 (18 tuổi)  | Universidad San Martín    |
| 14  | TV     | Pedro Aquino           | 13 tháng 4, 1995 (19 tuổi)  | Sporting Cristal          |
| 15  | HV     | Jeremy Rostaing        | 3 tháng 5, 1995 (19 tuổi)   | Universidad César Vallejo |
| 16  | HV     | Aldair Perleche        | 4 tháng 6, 1995 (19 tuổi)   | Juan Aurich               |
| 17  | TĐ     | Beto da Silva          | 28 tháng 12, 1996 (18 tuổi) | Sporting Cristal          |
| 18  | HV     | Andy Reátegui          | 14 tháng 6, 1995 (19 tuổi)  | Universitario de Deportes |
| 19  | TĐ     | Adrián Ugarriza        | 1 tháng 1, 1997 (18 tuổi)   | Universidad San Martín    |
| 20  | TV     | Enmanuel Páucar        | 9 tháng 8, 1996 (18 tuổi)   | Universitario de Deportes |
| 21  | TM     | Karlo Sánchez          | 21 tháng 3, 1995 (19 tuổi)  | Unión Huaral              |
| 22  | TV     | Miguel Carranza        | 3 tháng 11, 1995 (19 tuổi)  | Unión Comercio            |
| 23  | TĐ     | Roberto Siucho         | 7 tháng 2, 1997 (17 tuổi)   | Universitario de Deportes |

## Uruguay
Huấn luyện viên: Fabián Coito 
| 0#0 | Vị trí | Cầu thủ               | Ngày sinh và tuổi           | Câu lạc bộ         |
| --- | ------ | --------------------- | --------------------------- | ------------------ |
| 1   | TM     | Thiago Gaston Cardozo | 31 tháng 7, 1996 (18 tuổi)  | Peñarol            |
| 2   | HV     | Agustín Ale           | 19 tháng 2, 1995 (19 tuổi)  | River Plate        |
| 3   | HV     | Matías Toma           | 14 tháng 2, 1995 (19 tuổi)  | Liverpool          |
| 4   | HV     | Mauricio Lemos        | 28 tháng 12, 1995 (19 tuổi) | Defensor Sporting  |
| 5   | TV     | Nahitan Nández        | 28 tháng 12, 1995 (19 tuổi) | Peñarol            |
| 6   | TV     | Ramiro Guerra         | 21 tháng 3, 1997 (17 tuổi)  | Villarreal B       |
| 7   | TV     | Facundo Ismael Castro | 22 tháng 1, 1995 (19 tuổi)  | Defensor Sporting  |
| 8   | TV     | Mauro Arambarri       | 30 tháng 9, 1995 (19 tuổi)  | Defensor Sporting  |
| 9   | TĐ     | Jaime Báez            | 25 tháng 4, 1995 (19 tuổi)  | Juventud           |
| 10  | TV     | Gastón Pereiro        | 11 tháng 6, 1995 (19 tuổi)  | Nacional           |
| 11  | TĐ     | Franco Acosta         | 5 tháng 3, 1996 (18 tuổi)   | Fénix              |
| 12  | TM     | Gastón Guruceaga      | 15 tháng 3, 1995 (19 tuổi)  | Peñarol            |
| 13  | TV     | Facundo Boné          | 16 tháng 11, 1995 (19 tuổi) | Fénix              |
| 14  | TĐ     | Diego Fagúndez        | 14 tháng 2, 1995 (19 tuổi)  | New Anh Revolution |
| 15  | TV     | Gastón Faber          | 21 tháng 4, 1996 (18 tuổi)  | Danubio            |
| 16  | HV     | José Etcheverry       | 10 tháng 5, 1996 (18 tuổi)  | Defensor Sporting  |
| 17  | TĐ     | Horacio Sequeira      | 30 tháng 9, 1995 (19 tuổi)  | Danubio            |
| 18  | TV     | Franco Pizzichillo    | 3 tháng 1, 1996 (18 tuổi)   | Defensor Sporting  |
| 19  | HV     | Erick Cabaco          | 19 tháng 4, 1995 (19 tuổi)  | Rentistas          |
| 20  | TV     | Rodrigo Amaral        | 25 tháng 3, 1997 (17 tuổi)  | Nacional           |
| 21  | HV     | Guillermo Cotugno     | 12 tháng 3, 1995 (19 tuổi)  | Danubio            |
| 22  | HV     | Mathías Suárez        | 24 tháng 6, 1996 (18 tuổi)  | Defensor Sporting  |
| 23  | TM     | Michel Tabárez        | 29 tháng 7, 1995 (19 tuổi)  | Fénix              |

## Venezuela
Huấn luyện viên: Miguel Echenausi 
| 0#0 | Vị trí | Cầu thủ                 | Ngày sinh và tuổi           | Câu lạc bộ             |
| --- | ------ | ----------------------- | --------------------------- | ---------------------- |
| 1   | TM     | Kleiner Escorcia        | 11 tháng 7, 1995 (19 tuổi)  | Deportivo Petare       |
| 2   | HV     | Junior Mejía            | 22 tháng 2, 1995 (19 tuổi)  | Yaracuyanos            |
| 3   | HV     | Carlos Cermeño          | 9 tháng 8, 1995 (19 tuổi)   | Deportivo Táchira      |
| 4   | HV     | José Luis Marrufo       | 12 tháng 5, 1996 (18 tuổi)  | Deportivo Lara         |
| 5   | TV     | Oscar Guillén           | 17 tháng 5, 1995 (19 tuổi)  | Estudiantes de Mérida  |
| 6   | HV     | Franko Díaz             | 6 tháng 2, 1996 (18 tuổi)   | Llaneros               |
| 7   | TV     | Jhon Murillo            | 21 tháng 11, 1995 (19 tuổi) | Zamora                 |
| 8   | TV     | Carlos José Sosa        | 2 tháng 8, 1995 (19 tuổi)   | Trujillanos            |
| 9   | TĐ     | Andrés Ponce            | 11 tháng 11, 1996 (18 tuổi) | Llaneros               |
| 10  | TV     | Jefferson Savarino      | 11 tháng 11, 1996 (18 tuổi) | Zulia                  |
| 11  | TĐ     | Juan Azócar             | 1 tháng 10, 1995 (19 tuổi)  | Deportivo Táchira      |
| 12  | TM     | Beycker Velázquez       | 13 tháng 4, 1996 (18 tuổi)  | Caracas                |
| 13  | HV     | Jefre Vargas            | 12 tháng 1, 1995 (19 tuổi)  | Caracas                |
| 14  | HV     | Rubén Alejandro Ramírez | 18 tháng 10, 1995 (19 tuổi) | Estudiantes de Caracas |
| 15  | HV     | Daniel Carrillo         | 2 tháng 12, 1995 (19 tuổi)  | Deportivo Lara         |
| 16  | TV     | Luis Jiménez            | 28 tháng 12, 1995 (19 tuổi) | Carabobo               |
| 17  | TĐ     | Yanowski Reyes          | 15 tháng 5, 1995 (19 tuổi)  | Llaneros               |
| 18  | TV     | Adalberto Peñaranda     | 21 tháng 5, 1997 (17 tuổi)  | Deportivo La Guaira    |
| 19  | TV     | Ayrton Páez             | 16 tháng 1, 1995 (19 tuổi)  | Mallorca B             |
| 20  | TV     | Kenny Romero            | 17 tháng 5, 1995 (19 tuổi)  | Aragua                 |
| 21  | HV     | Jhonny Alberto González | 15 tháng 9, 1995 (19 tuổi)  | Atlético Venezuela     |
| 22  | TM     | Andres Colmenares       | 1 tháng 11, 1997 (17 tuổi)  | Deportivo Táchira      |
| 23  | TĐ     | Jaime Moreno            | 30 tháng 3, 1995 (19 tuổi)  | AEL Limassol           |